# Анкава, Исраэль
Раби Исраэль бен Йосеф Анкава (ивр. רבי ישראל אנקווה‎) — испанский раввин и моралист XIV века, живший в городе Толедо. Сожжён на костре во время резни 1391 года.
Наиболее известен как автор нравоучительного труда «Менорат ха-Маор» (ивр. מנורת המאור‎) состоящего из 20 глав, каждая из которых начинается акростихом. Хранится в Бодлианской библиотеке.

## Труды
Является автором известного философского и нравоучительного труда «Менорат ха-Маор» состоящего из 20 глав и дополненного стихами с акростихом, перед каждой главой.
В 1593 году в Кракове была напечатана сокращённая версия книги, под названием «Менорат Захав Куло», дополненная трактом «Сефат Эльяху Рабба», сборником изречений из Талмуда и Мидраша.